# Luka Racic
Luka Racic (født 8. Maj 1999 i Greve, Danmark) er en dansk fodboldspiller, som spiller for Rosenborg BK. I hans tid som Brentford spiller var han tre gange udlejet, blandt andet til danske HB Køge.
Tidligere har han spillet for F.C. København U19, men nåede aldrig nogen førsteholdskampe.